# Ásgeirsdóttir
Ásgeirsdóttir ist ein weiblicher isländischer und färöischer Name.

## Bedeutung
Der Name ist ein Patronym und bedeutet Ásgeirs Tochter. Die männliche Entsprechung ist Ásgeirsson (Ásgeirs Sohn).

## Namensträgerinnen
- Aggi Ásgerð Ásgeirsdóttir (* 1966), färöische Malerin
- Arndís Halla Ásgeirsdóttir (* 1969), isländische Opernsängerin (Sopran), siehe Arndís Halla
- Berglind Ásgeirsdóttir (* 1955), isländische Diplomatin
- Emilía Ásgeirsdóttir (* 2005), isländisch-dänische Fußballspielerin
- Erla Ásgeirsdóttir (* 1994), isländische Skirennläuferin
- Sara Dögg Ásgeirsdóttir (* 1976), isländische Schauspielerin
- Þórey Anna Ásgeirsdóttir (* 1997), isländische Handballspielerin
- Vigdís Ásgeirsdóttir (* 1977), isländische Badmintonspielerin